# Matt McColm
Matt McColm, né le 31 janvier 1965, est un acteur américain. Il est essentiellement connu pour son rôle de super héros dans la série Night Man.

## Séries télévisées
- 1982-1988 : Hôpital St Elsewhere : Un gamin des rues
- 1989-2001 : Alerte à Malibu : Frank Riddick
- 1993-1994 : Brisco County : Lieutenant Rayford
- 1997-1999 : Night Man : Johnny Domino / Night Man
- 2000-2001 : Bette : Le beau gosse
- 2002-2012 : Les Experts : Miami : Jake Richmond
- 2005-2016 : Esprits criminels : Officier SWAT
- 2008-2009 : Terminator : Les Chroniques de Sarah Connor : Vick Chamberlain
- 2008-2009 : Le Retour de K 2000 : Premier homme de main